# Demain il f'ra beau - Vol. 01
 (octobre 2017).
Si vous disposez d'ouvrages ou d'articles de référence ou si vous connaissez des sites web de qualité traitant du thème abordé ici, merci de compléter l'article en donnant les références utiles à sa vérifiabilité et en les liant à la section « Notes et références ».
Albums de Paul Personne
Anthologie 1983-1997
(2001) Coup d'blues - Vol 02
(2003)
Demain il f'ra beau - Vol. 01 est un album du guitariste et chanteur français de blues et rock Paul Personne, sorti en 2003.

## Liste des titres
Toutes les chansons sont écrites et composées par Paul Personne, sauf annotation.
| 1.    | Partir                                             | 2:32 |
| 2.    | Saoule                                             | 3:48 |
| 3.    | La Foire à la brocante                             | 3:51 |
| 4.    | Demain... il f'ra beau !                           | 2:57 |
| 5.    | Essayer d'y croire                                 | 5:14 |
| 6.    | En douceur                                         | 4:29 |
| 7.    | Le Diable en hiver (Boris Bergman / Paul Personne) | 2:35 |
| 8.    | J'me taille                                        | 4:38 |
| 9.    | Les P'tites Routes                                 | 3:21 |
| 10.   | Coup d'soleil                                      | 5:44 |
| 11.   | La Route                                           | 5:03 |
| 12.   | Monde en couleur(s)                                | 3:09 |
| 47:21 |                                                    |      |

## Crédits
| - Paul Personne : chant, guitares, harmonica, chœurs - François Bodin : guitare - Christophe Garreau : basse, contrebasse - Fred Payonne, Bernard Paganotti : basse - Denis Benarrosh : batterie, percussions - Amaury Blanchard : batterie - Claude Langlois : pedal steel guitar - Slim Batteux : Hammond B3, chœurs - Olivier Lanneluc : piano, Hammond B3, Clavinet, Wurlitzer, Fender Rhodes - Dominique Coste, Gloria H. Gravalos Villette, Beverly Jo Scott : chœurs Cordes - Violons : Christophe Guiot, Philippe Laurent, Arnaud Nuvolone, Lionel Turchi, Michèle Descamps, Richard Scmoucler - Alti : Jean-Michel Lenert, Daniel Vagner, Etienne Tavitian - Contrebasse : Marthe Moinet - Violoncelles : Jean-Philippe Audin, Frédéric Lagarde, Christophe Morin, Frédéric Kret | - Production et réalisation : Jay Newland, Paul Personne - Enregistrement, mixage : Jay Newland assisté de Denis Caribaux au studio Guillaume Tell - Mastering : Greg Calbi au Studio Sterling Sound à New York, Raphaël Jonin chez Dyam à Paris - Arrangements des cordes, direction d'orchestre : Jean-Philippe Audin - Prises de son additionnelles, édition : Frédéric Blanc-Garin aux studios Acadina “Le Caribou” et Guillaume Tell - Direction artistique : Chiquito |